# Jules Quoilin
Jules Quoilin est un footballeur belge né le 5 février 1929.
Attaquant au Tilleur FC, club de la banlieue de Liège qui évolue alors en Division 1, il a été international belge le 11 novembre 1954 pour un match amical au Stade de Colombes contre la France (2-2).

## Palmarès
- International belge A le 11 novembre 1954 (1 sélection)